# 沙烏地阿拉伯教育
在沙烏地阿拉伯於1932年正式成為獨立國家的當時，為數不多的傳統伊斯蘭學校教育選擇，使得教育受到很大的限制，直到今天所有的公立教育機構(從小學到中學)皆提供免費教育並自由入學，而家長們也被要求將兒童送到學校學習。根據1996年的統計，全國大約有61%的兒童就讀於學校。
根據美國國務院的估計，目前沙烏地阿拉伯的識字率，大約為男性84.7%、女性77.8%。而沙烏地阿拉伯的全國性公立教育系統，包含了八所公立大學、以及兩萬所以上的學校。

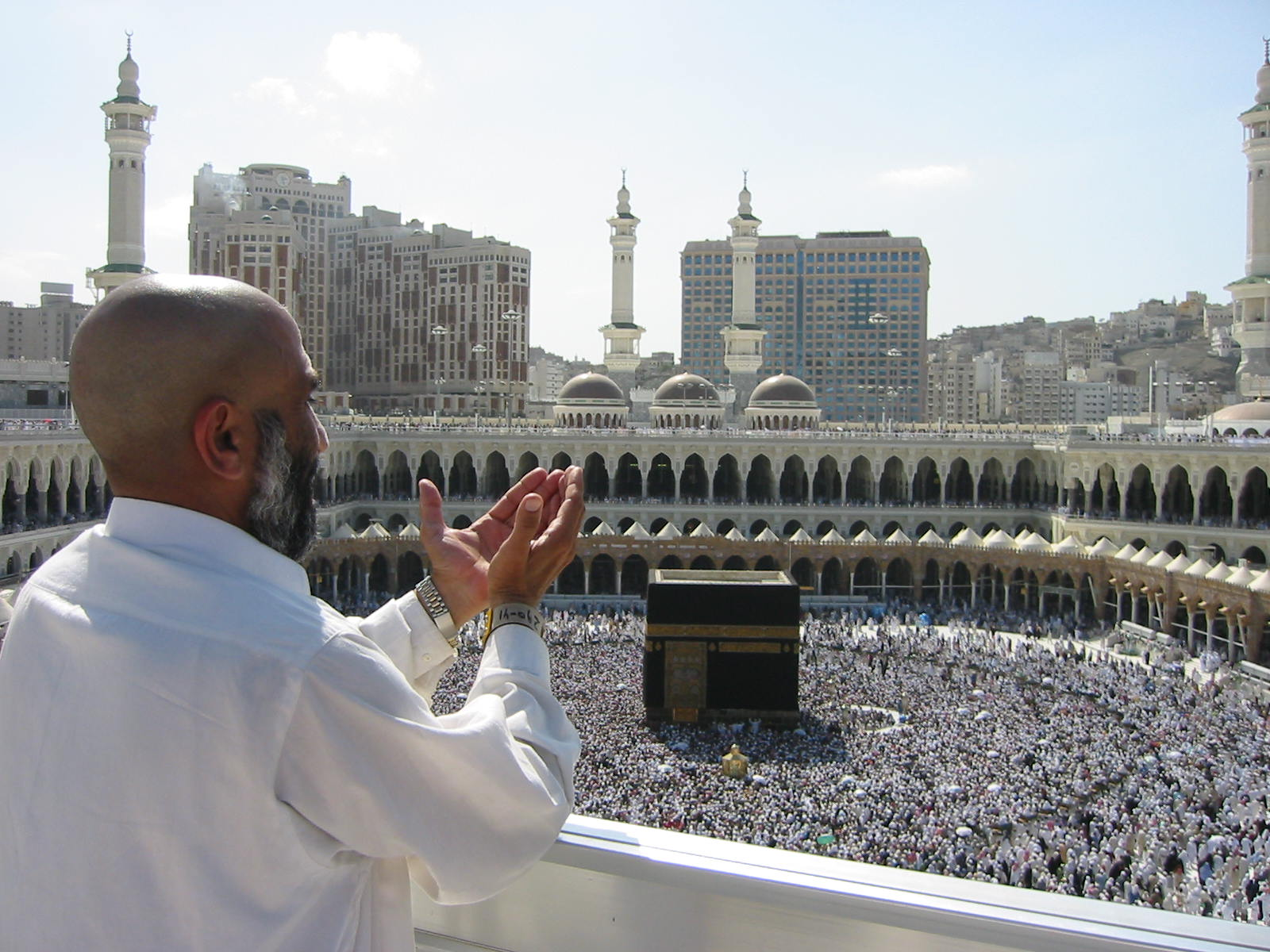
沙烏地阿拉伯的回教聖地麥加

然而，沙烏地阿拉伯的教育從未與該國的伊斯蘭教根基完全分離，所有的課程都必須遵循伊斯蘭教的沙里亞法規和古蘭經。而性別平等的觀念，也使得逐漸增加女性受教育的機會逐漸增加，尤其是近年來女性接受教育的比例顯著地增加，在三十年之間，就學率由1970年的25%增加到2001年的47.5。但即使如此，沙烏地阿拉伯的教育在性別上仍然有差別待遇，據說在該國的八所公立大學中，只有六所允許女性入學，而且在某些學科上面是禁止女性學習的；與此相比，男性國民得以到國外留學，而通常女性永遠被迫打消留學的念頭，而只能一輩子跟隨著丈夫。
沙烏地阿拉伯政府的教育經費持續在增加，像是2004年該國的教育經費就比前一年增加了28%，此外，近年來政府為了填補擁有國外專門技術勞工的缺乏，而特別強調技術訓練方面的教育。